# Fils du pêcheur (film, 1939)
Pour le film de 1957, voir Fils du pêcheur (film, 1957).
Pour plus de détails, voir Fiche technique et Distribution.
Fils du pêcheur  (en letton : Zvejnieka dēls) est le premier long métrage parlant letton réalisée par Vilis Jānis Lapenieks,, d'après le roman éponyme de Vilis Lācis, et sorti en 1939,. Il est considéré comme film culte en Lettonie. Le roman connait une seconde adaptation en 1957, réalisée par Varis Krūmiņš.

## Synopsis
Oscar, le fils du vieux pêcheur Kļava, ne veut plus se soumettre au dictât de vieilles habitudes de son père - il rêve de gros filets neufs, d'une  glacière et de l'indépendance de tous les pêcheurs vis-à-vis du grossiste Garoza. Au début, personne ne croit aux plans d'Oscar, à l'exception du joyeux enthousiaste Fred, et c'est avec son aide qu'Oscar fait le nouveau filet, gagnant la reconnaissance des vieux pêcheurs. L'histoire du film comprend également l'amour et la trahison, des personnages hauts en couleur d'un village de pêcheurs.

## Fiche technique
- Titre français : Fils du pêcheur
- Titre original : letton : Zvejnieka dēls
- Réalisation : Vilis Jānis Lapenieks
- Scénario : Vilis Jānis Lapenieks
- Directeur de la photographie : Alfrēds Polis
- Musique : Jānis Mediņš
- Société de production : S.L.M.
- Format : 35 mm - mono - noir et blanc
- Pays d'origine : Lettonie
- Genre : comédie dramatique
- Durée : 115 minutes
- Dates de sortie : 22 Janvier 1940

## Distribution
- Pēteris Lūcis : Oskars
- Ņina Melbārde : Anita
- Milda Zīlava : Zenta
- Hermanis Vazdiks : Roberts
- Rūdolfs Bērziņš : Garoza
- Voldemārs Švarcs : Banders
- Kārlis Lagzdiņš : Fredis
- Augusts Mitrēvics : Teodors
- Ēvalds Valters : Kļava
- Olga Lejaskalne : Olga
- Ella Jēkabsone : Kate
- Harijs Avens : Džimis
- Arnolds Milbrets : Bundža
- Milda Klētniece : Lidija